# Пойдём со мной
«Пойдём со мной» — студийный альбом российской певицы Алёны Апиной. Проект состоит из двух частей: «Энергетической» и «Лирической», выпущенных отдельными изданиями 3 сентября 2003 года на лейбле Iceberg Music.
В соответствии с названиями частей, альбом включает как танцевальные («Электричка 2», «Ой, нагадала»), так и лирические песни («Девочка, похожая на тебя», «Дождь»). Помимо сольных номеров Апиной, в него вошли дуэты: «Грешный миг» (с Борисом Моисеевым) и заглавный трек (с Татьяной Ивановой), записанный к 15-летию «Комбинации».
Несколько представленных в альбоме композиций стали лауреатами фестиваля «Песня года» разных лет: «Она любила вишни» и «Грешный миг» (обе по итогам 2002), «Пойдём со мной» (2003), «Параллельно любви» (2004). На песни «Она любила вишни», «Грешный миг», «Электричка 2» и «Я танцую без тебя» были сняты видеоклипы.

## Об альбоме

### Подготовка и эволюция проекта
Работа над альбомом стартовала ещё в 2000 году. Однако после того как в 2001 у Апиной родилась дочь Ксения, ранее записанные для проекта композиции перестали устраивать певицу в связи с «изменением мироощущения», и весь процесс начался заново. В итоге за следующие 12 месяцев артистка записала порядка 30 треков, из которых после отбора в альбом планировалось включить только 16. Грядущий диск певица теперь планировала посвятить своей дочери, окрестив его «Ксения. Девочка, похожая на тебя» (вторая часть названия происходит от одноимённой песни, записанной для проекта). Посвящение при этом носило символический характер — ни одна композиция в альбоме конкретно не рассказывала о дочери Апиной. Выход диска был запланирован на декабрь 2002 — январь 2003 года.
Впоследствии, когда весь наработанный материал представили лейблу Real Records, было решено не отсеивать половину песен, а выпустить дилогию, состоящую из лирического и народно-танцевального дисков. Название проекта на данном этапе изменилось на «Электричка 2» (в честь записанного для альбома сиквела знаменитого хита Апиной 1997 года). Пересмотру подверглась и общая концепция диска — певица решила посвятить дочери не весь проект, а один трек — «Девочка, похожая на тебя». Премьера последнего, равно как песни «Ой, нагадала», состоялась в апреле 2003 года в сериале «Кобра». Дата выхода самого альбома однако в связи с пертурбациями сдвинулась на середину июня В дальнейшем её перенесли снова — на неопределённый срок (для подбора наиболее подходящего оформления).
Параллельно в июле 2003 года Апина записала для будущего альбома ремейк песни «Пойдём со мной» из раннего репертуара «Комбинации» вместе с бессменной солисткой ансамбля, Татьяной Ивановой (оригинал исполнялся этим же дуэтом, но в конце 1980-х, когда Апина являлась участницей гёрлз-бэнда). Коллаборация была приурочена к 15-летию «Комбинации» и состоялась в преддверии юбилейного тура группы, на время которого Апина примкнула к бывшим коллегам. Совместная композиция пошла в ротацию на радио и стала популярна в эфирах настолько, что в её честь и решили назвать запланированный альбом. Премьера пластинки теперь была назначена на сентябрь 2003 года.

### Итоговый релиз и презентация
Альбом «Пойдём со мной», как и планировалось, вышел 3 сентября 2003 года — на лейбле Iceberg Music. Следуя выбранной ранее концепции, проект включал две полноценные пластинки с подзаголовками: «Часть первая / Энергетическая» и «Часть вторая / Лирическая». Общее время звучания новинки в конечном счёте превышало полтора часа. Тематически работа продолжала свойственные Апиной прежде сентиментальные зарисовки жизни и проблем провинциалок из маленьких городков. Танцевальную компиляцию составили 12 треков, некоторые из которых уже были знакомы поклонникам (среди них «Она любила вишни» и «Электричка 2»), а диск лирических вещей содержал 14 песен, в основном ещё не успевших получить широкой известности. В числе последних фигурировали, например, композиции «Дождь», «Недолгое счастье» и «Параллельно любви». Также в проект вошёл ремикс песни «Завтра» (стандартный вариант Апина представила двумя годами ранее на своей пластинке «О судьбе и о себе») и кавер-версия ретро-шлягера 1960-х годов «Текстильный городок» авторства Михаила Танича.
Попала в альбом и песня «Девочка, похожая на тебя» (её Апина ранее символически посвятила собственной дочери). По факту же текст повествовал о молодой девушке, имеющей, как многие её сверстницы, проблемы с молодым человеком. Молодёжную тему развивала также композиция «Женатый», записанная в хулиганистом стиле, свойственном ранним хитам Апиной вроде «Ксюши», и рассказывающая о барышне, к которой пристаёт начальник. Вместе с тем изначально анонсированная для проекта песня «Чёрная помада (Никому не говори)», тоже выполненная в духе классических работ Апиной, в итоговый релиз не вошла и появилась на следующем диске певицы — «Самолёт на Москву» (2007). Среди прочих композиций, представленных в альбоме «Пойдём со мной» были «Грешный миг» (с Борисом Моисеевым), «Поздние яблоки», «Не ревнивая» и частушечная «Ой, нагадала». Несколько песен с этого двойного лонгплея до или после его выхода стали лауреатами фестиваля «Песня года»: «Она любила вишни» и «Грешный миг» (обе по итогам 2002), «Пойдём со мной» (2003), «Параллельно любви» (2004).
Концерт-презентация альбома состоялся в московском развлекательном комплексе «Метелица» 3 сентября 2003 года. Мероприятие было совмещено с празднованием прошедшего (23 августа) дня рождения Апиной. По ходу программы певица выступала со старыми и новыми песнями как сольно, так и в дуэтах (в последнем случае исполнив с Муратом Насыровым их совместный хит пятилетней давности «Лунные ночи», а также спев заглавный трек нового альбома с солисткой группы «Комбинация» Татьяной Ивановой). Среди прочих гостей вечеринки отметились Андрей Макаревич, Лариса Черникова, Светлана Лазарева, Александр Цекало, Катя Семёнова, Евгений Фридлянд, Рома Жуков, Шура, ансамбль Hi-Fi и другие артисты. Премьера альбома в Санкт-Петербурге прошла 15 ноября того же года на сцене БКЗ «Октябрьский» в рамках юбилейного тура «Комбинации», с которой Апина временно воссоединилась по случаю 15-летия коллектива.

## Видеоклипы
На четыре трека из альбома были сняты видеоклипы. В ролике «Грешный миг» Апина появилась со своим партнёром по этой композиции — Борисом Моисеевым. Идея коллаборации возникла в феврале 2002 года, а в июле стартовал конкурс среди клипмейкеров. Так, в одном из предложенных вариантов Апиной и Моисееву предстояло на протяжении всей песни колотить друг друга подушками, одеялами и мягкими игрушками; в другом они приходили порознь в клуб и кидали издали друг на друга задумчивые грустные взгляды, предаваясь воспоминаниям. Однако в итоге был выбран иной сценарий — авторства братьев Алексея и Василия Ивлевых.
В окончательной версии музыкального видео «Грешный миг» Апина и Моисеев — влюблённые, которые едут в машине, споря о любви и о том, что она может дать людям. По пути герои останавливается, завидев старика с гитарой, густой бородой и замученным видом. Их любопытство не проходит даром — Апина и Моисеев попадают в фантазию этого старичка — казино, которое олицетворяет страсти. На балюстраде из белого мрамора — любовные, а внизу — страсти людей, которые играют не просто на деньги, а на годы жизни. Молодой человек кладёт на зелёное сукно жизнь, а пожилой — состояние. Первый в итоге проигрывает.
Видео на песню «Она любила вишни» было сделано в необычном для Апиной стиле — с использованием компьютерной графики (продюсер исполнительницы Александр Иратов решил пойти на эксперимент с целью обновить имидж певицы). В ретроспективном клипе на композицию «Электричка 2» Апина образца 2003 года вспоминает ранние этапы своей карьеры (кадры из прошлых роликов артистки периодически всплывают на экране). В музыкальном видео на лирический трек «Я танцую без тебя» Апина поёт на фоне динамичной картинки с языками пламени, созданной, как и антураж клипа о вишнях, при помощи компьютерной графики.

## Рецензии
Музыкальный журналист Алексей Мажаев в рецензии для портала InterMedia раскритиковал название проекта за банальность, отметив, что рабочий вариант заглавия («Ксения. Девочка, похожая на тебя») был оригинальнее. При этом, по его оценке, все полтора часа звучания альбома выдержать почти нереально: ушам зацепиться особо не за что. «Энергетическая» пластинка, согласно обозревателю, ещё «туда-сюда», а «Лирическая» получилась весьма тусклой. Критик пришёл к выводу, что Апина, пытаясь исполнять более-менее серьёзные поп-песни, оказывается неотличимой от десятков других певиц. Из всей массы треков он выделил лишь её сотрудничество с композитором Олегом Молчановым, написавшим «Электричку 2» (стилизацию, дающую понять: артистка повзрослела) и «Я буду с тобой всегда», где Апина внезапно оказывается органичной в образе Кармен и в исполнении цыганско-испанской мелодии. В итоге Мажаев констатировал, что стараясь сделать поклонникам слишком роскошный подарок, певица не рассчитала силы — можно было ограничиться одинарным диском по принципу «лучше меньше, да лучше».
По мнению обозревателя портала «Звуки.ру» Александра Мурзака, несмотря на современные аранжировки, обе пластинки по-прежнему продолжают идеи какой-нибудь из «Песен 8…» и служат «музыкальной летописью девушки с гитарой из текстильного городка» — провинциалки, покорившей страну своим сентиментальным творчеством и оставшейся в сердцах слушателей «той самой бесхитростно-наивной Ксюшей, ждущей своего Лёху в электричке». В этом свете Мурзак счёл, что новые релизы певицы найдут достойный отклик у многих любителей традиционной постсоветской эстрады, а выдержанные в едином стиле ностальгические композиции как из «Энергетической», так и «Лирической» частей, смогут благополучно заполнить атмосферу местечковых кафе и ресторанов. При этом если «Энергетическая» часть, по замечанию журналиста, грешит «лёгким налётом тупизны», то «Лирическая» смотрится ни чуть не хуже, чем работы Аллы Пугачёвой в лучшие её годы.

## Трек-листы
| №                   | Название                               | Текст песни          | Музыка              | Длительность |
| ------------------- | -------------------------------------- | -------------------- | ------------------- | ------------ |
| 1.                  | «Пойдём со мной» (с Татьяной Ивановой) | Юрий Дружков         | Виталий Окороков    | 2:53         |
| 2.                  | «Электричка 2»                         | Аркадий Славоросов   | Олег Молчанов       | 3:42         |
| 3.                  | «На ночных облаках»                    | Юлия Старостина      | Екатерина Семёнова  | 3:31         |
| 4.                  | «Она любила вишни»                     | Лариса Рубальская    | Александр Ружицкий  | 3:13         |
| 5.                  | «Я буду с тобой всегда»                | Аркадий Славоросов   | Олег Молчанов       | 3:36         |
| 6.                  | «Женатый»                              | Татьяна Назарова     | Татьяна Назарова    | 4:02         |
| 7.                  | «Ой, нагадала»                         | Кирилл Крастошевский | Олег Молчанов       | 3:24         |
| 8.                  | «Поздние яблоки»                       | Кирилл Крастошевский | Олег Молчанов       | 3:21         |
| 9.                  | «Назови моё имя»                       | Юлия Старостина      | Екатерина Семёнова  | 3:52         |
| 10.                 | «Непогода»                             | Сурен Петросян       | Сурен Петросян      | 3:44         |
| 11.                 | «Завтра»                               | Михаил Зуев          | Михаил Зуев         | 4:14         |
| 12.                 | «Текстильный городок»                  | Михаил Танич         | Михаил Танич        | 3:03         |
| Общая длительность: | Общая длительность:                    | Общая длительность:  | Общая длительность: | 42:39        |

| №                   | Название                           | Текст песни          | Музыка              | Длительность |
| ------------------- | ---------------------------------- | -------------------- | ------------------- | ------------ |
| 1.                  | «Грешный миг» (с Брисом Моисеевым) | Ольга Клименкова     | Андрей Косинский    | 4:01         |
| 2.                  | «Ночной звонок»                    | Кирилл Крастошевский | Олег Молчанов       | 3:56         |
| 3.                  | «Канарейка»                        | Константин Арсенев   | Игорь Зубков        | 4:09         |
| 4.                  | «Дождь»                            | Михаил Танич         | Ким Брейтбург       | 3:53         |
| 5.                  | «Девочка, похожая на тебя»         | Кирилл Крастошевский | Олег Молчанов       | 3:33         |
| 6.                  | «Недолгое счастье»                 | Сергей Сашин         | Ким Брейтбург       | 3:33         |
| 7.                  | «А мне не жаль»                    | Кирилл Крастошевский | Олег Молчанов       | 3:20         |
| 8.                  | «Ту-ту»                            | Сергей Костров       | Олег Воляндо        | 3:42         |
| 9.                  | «Зажигая звёзды»                   | Сергей Костров       | Олег Воляндо        | 3:37         |
| 10.                 | «Параллельно любви»                | Сергей Бойко         | Сергей Бойко        | 4:22         |
| 11.                 | «Какой он был»                     | Сергей Костров       | Олег Воляндо        | 3:18         |
| 12.                 | «Я танцую без тебя»                | Олег Ладов           | Олег Ладов          | 4:07         |
| 13.                 | «Не ревнивая»                      | Сурен Петросян       | Сурен Петросян      | 4:24         |
| 14.                 | «Ты мой мужчина»                   | Сурен Петросян       | Сурен Петросян      | 3:38         |
| Общая длительность: | Общая длительность:                | Общая длительность:  | Общая длительность: | 53:40        |

## Полезные ссылки
- Архивная страница альбома (Часть I / Энергетическая) на официальном сайте Апиной (аннотация и трек-лист)
- Архивная страница альбома (Часть II / Лирическая) на официальном сайте Апиной (аннотация и трек-лист)
- Видеоклип на песню «Она любила вишни» (2002) на YouTube
- Видеоклип на песню «Грешный миг» (2002) на YouTube
- Видеоклип на песню «Электричка 2» (2003) на YouTube
- Видеоклип на песню «Я танцую без тебя» (2003) на YouTube
- Апина и Иванова поют «Пойдём со мной» на «Песне года 2003» (2004) на YouTube